# Люксембурзько-в'єтнамські відносини
Люксембурзько-в'єтнамські відносини — це двосторонні відносини між Люксембургом і В'єтнамом. Дипломатичні відносини встановлені у 1973. Представництво Люксембургу у В'єтнамі здійснюється через своє посольство у Бангкоку, Таїланд. В'єтнам представлений через своє посольство у Брюсселі, Бельгія.

## Взаємна міжнародна підтримка
У грудні 2008 року В'єтнам закликав Люксембург підтримувати свої зв'язки з Європейським Союзом. Зі свого боку, В'єтнам підтримує кандидатуру Люксембургу на посаду непостійного члена Ради Безпеки ООН.

## Торгові зв'язки
В'єтнам є однією з десяти ключових країн у програмі співпраці в галузі розвитку в Люксембурзі. Країни погодились створити правову базу для полегшення ділових зв'язків. На зустрічі між прем'єр-міністром В'єтнаму Нгуєндом Тієнннгном та його люксембурзьким колегою Жаном-Клодом Юнкером у вересні 2006 року обидві прем'єр-міністри погодились з необхідністю посилення двосторонніх торгівельних зв'язків на основі поєднання передових технологій Люксембургу та інтенсивної робочої сили В'єтнаму. Нгуєн Тієнннг, у жовтні 2007 року, високо оцінив співробітництво Люксембурзьких компаній у сфері фінансів та освіти та висловив бажання активізувати двосторонні зв'язки з Люксембургом у цих сферах. За даними Голови Національної Асамблеї В'єтнаму Нгуєна Пхуці, у грудні 2008 року існував значний потенціал подальшого економічного та комерційного співробітництва.

## Співробітництво в галузі розвитку
Люксембург заклав 35 мільйонів євро на допомогу на період 2002-05 років. За період з 2006 по 2010 рік Друга програма індикативного співробітництва (МСП) вирівняла втручання Люксембургу з П'ятирічним соціально-економічним планом розвитку В'єтнаму та підтримала його з бюджетом 50 млн євро, політика та стратегії розвитку для досягнення ЦРТ в'єтнамського уряду. Згідно з загальною метою скорочення бідності друга МКП приділяла особливу увагу допомога найбіднішим провінціям та найвіддаленішим районам. З бюджетом 42 млн. Євро, третя ПМС (2011—2015 рр.) Має подвійний підхід. Основним завданням — підтримка програм через соціальні програми, а саме охорону здоров'я та місцевий розвиток — залишається зниження бідності. Крім того, потреби та нові виклики, з якими стикається країна із середнім рівнем доходу, вирішуються завдяки підвищенню уваги до розбудови спроможності та розвитку людських ресурсів у банківському та фінансовому секторах, а також у сфері професійного навчання, включаючи туризм та гостинність. Зі здоров'ям, місцевим розвитком та професійним навчанням як пріоритетними секторами та зосередженням діяльності в чотирьох провінціях Thua Thien Hue, Cao Bang, Bac Kan і Nghe An, третій ICP визначає ті ж пріоритети, що й попередня програма. Якщо поточна ПМС є безперервністю попередніх втручань, вона також є консолідацією підтримки Люксембургу та спрямована на диверсифікацію відносин між двома країнами. З досягненням статусу країни з середнім рівнем доходу, поглибленої міжнародної та регіональної інтеграції та безперервної індустріалізації потреби В'єтнаму в частині міжнародної допомоги змінюються. Люксембург відповідно адаптує свою співпрацю в галузі розвитку та пропонує подальшу підтримку у сфері зеленого зростання, зміцнення потенціалу у фінансовому та банківському секторі, а також у галузі медичних досліджень. Оскільки впровадження цих заходів може покладатися на специфічні експертизи, що базуються в Люксембурзі, вони є адекватними засобами для переходу до більш міцних та диверсифікованих відносин, за винятком розвитку співробітництва між двома країнами. Третя ПМС також враховує останні події в галузі ефективності допомоги. Більший акцент на співпраці з приватним сектором здійснюється за допомогою інтервенцій у банківському та фінансовому секторах, тоді як проекти місцевого розвитку спрямовані на тісну співпрацю з громадськими та громадськими організаціями. ICP також включає різні способи надання допомоги, такі як більш програмно орієнтовані підходи у секторі охорони здоров'я, делеговане співробітництво з програмою підтримки сектору охорони здоров'я, що впроваджується Європейською Комісією та співпраця з агенціями ООН. 20 % фінансового окладу ПМСП III присвячено багатостороннім проектам, спрямованим на ті ж самі галузі, що й двосторонні проекти, з метою посилення синергії та збільшення їх впливу. Співробітництво в галузі розвитку в Люксембурзі сприяє створенню єдиного Фонду ООН (2012—2016 роки), який безпосередньо підтримує реалізацію єдиного Плану ООН у В'єтнамі. Він також працює безпосередньо з п'ятьма установами ООН у В'єтнамі: ЮНКТАД, ООН ООН, ЮНІСЕФ, МОП та ЮНЕСКО. Середньострокова оцінка поточної ПМС, проведеної в червні 2014 року, підкреслила важливі та помітні результати та наслідки, досягнуті співробітництвом у розвитку Люксембургу та його в'єтнамськими партнерами на провінційному рівні, а саме у зміцненні системи охорони здоров'я у провінціях Цао Банг і Бак Кан, у підвищенні доходів вразливих груп у віддалених районах провінції Нге, у забезпеченні високого рівня професійної підготовки для студентів туризму та гостинності в коледжі Hue Tourism та пов'язаних з ними школах та у підтримці Комісії з цінних паперів у В'єтнамі для створення кращих умов для іноземних інвесторів. Оцінка також зробила висновки про необхідність подальшої диверсифікації відносин між двома країнами.